# Emőke Baráth
Emőke Baráth est une soprano née en 1985 en Hongrie
.

## Biographie
Emőke Baráth entame ses études musicales à Gödöllő, en piano et violoncelle, puis poursuit en étudiant la harpe et le chant au conservatoire Roi Saint-Étienne, à Budapest. En 2007-2012, elle poursuit à l'Université de musique Franz-Liszt.
Au cours de l'année 2011-2012, elle étudie au conservatoire de Florence
Elle participe aux masterclasses de Barbara Bonney, Kiri Te Kanawa, Éva Marton, Nancy Argenta, Masaaki Suzuki, Alfred Brendel, Ferenc Rados, et bien d'autres.
Dès ses débuts publics, elle est couronnée de nombreux prix et distinctions, en Hongrie et ailleurs : entre autres, elle accèdes à la troisième place au Concours international de chant Antonín Dvořák (de) à Karlovy Vary.
En 2011, elle obtient la première place au second festival de l'opéra baroque d'Innsbruck et au Grand Prix du festival de Verbier. Son pays lui attribue en 2011 un premier prix international destiné aux jeunes artistes.
Baráth est particulièrement connue pour le rôle-titre des opéras de Cavalli.
Citons Elena (it) en 2013 avec Leonardo García Alarcón,
et Hipermestra (en)  en 2017 à Glyndebourne sous la direction de William Christie.
En mai 2018, elle signe avec Erato un contrat d'exclusivité.
Elle a pour agent l'agence parisienne Les Concerts parisiens.
En France, elle s'est notamment produite aux côtés de Philippe Jaroussky
.

## Réferences
1. ↑  (en) « Emöke BARÁTH - Soprano » [archive], sur ConcertsParisiens
2. ↑  (hu) « Szent István Király »
3. ↑  
(en) « Glyndebourne 2017, Emőke Baráth as Hipermestra in Cavalli's Hipermestra », sur BBC
4. ↑  
(en) « Erato is proud to sign an exclusive recording contract with Emőke Baráth », sur Warner Classics (consulté le 22 mai 2018)
5. ↑  
« Emőke BARÁTH - Soprano | Les Concerts Parisiens », sur Concerts Parisiens.fr (consulté le 29 septembre 2020)
6. ↑  
[vidéo] « Philippe Jaroussky & Emoke Barath - Rodelinda / Haendel », sur YouTube